# 汉密吉伊坦山猪笼草
汉密吉伊坦山猪笼草（学名：Nepenthes hamiguitanensis）是菲律宾棉兰老岛的汉密吉伊坦山上特有的热带食虫植物。其生长于海拔1200至1600米处。其一度被认为是小瓮猪笼草（N. micramphora）与盾叶猪笼草（N. peltata）的自然杂交种，之后其被认定是起源于杂交种的物种。其矮胖的上位笼颜色的差异很大，可能具有红色的斑点也可能通体黄色。
其种加词“hamiguitanensis”来源于其产地——汉密吉伊坦山，及拉丁文词尾“-ensis”，意为“来源于汉密吉伊坦山”。

## 植物学史
汉密吉伊坦山猪笼草在2010年被正式描述前就已被人们所知。2007年3月13日，维克托·B·阿莫罗索（Victor B. Amoroso）和R·阿斯比拉斯（R. Aspiras）在汉密吉伊坦山顶峰，特别是去往圣伊西德罗的路上采集到了汉密吉伊坦山猪笼草的标本。该标本株生长于海拔1310米的山地森林边缘。其编号为“V.Amoroso & R.Aspiras CMUH00006494”，存放于菲律宾棉兰老岛布基农省慕斯万山（Musuan）的棉兰老中央大学植物标本馆（CMUH）中。

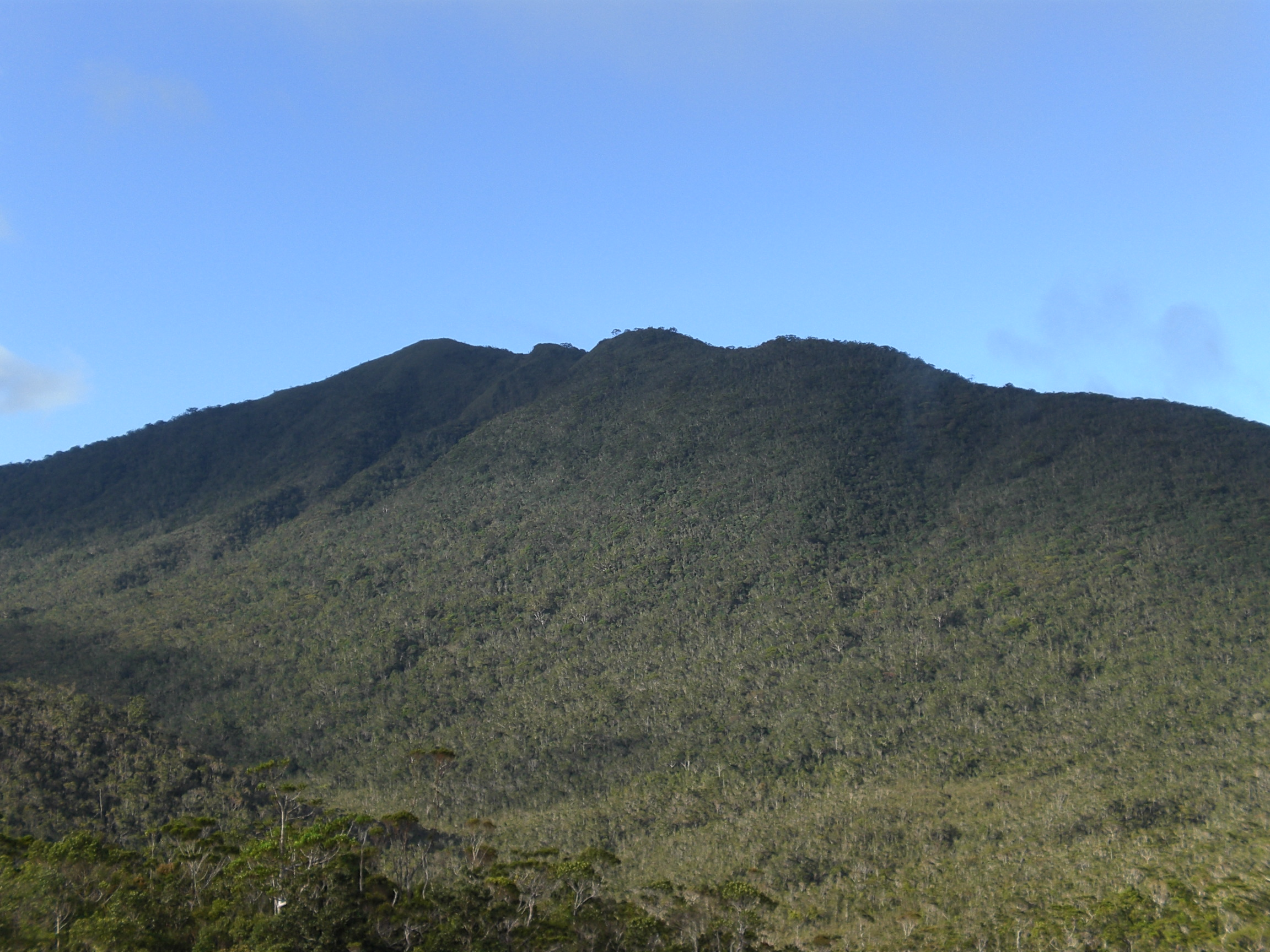
汉密吉伊坦山，摄于2007年

2008年7月22日至24日， 托马斯·格罗内迈尔（Thomas Gronemeyer）、沃尔克·海因里希和斯图尔特·麦克弗森对汉密吉伊坦山的汉密吉伊坦山猪笼草及其他物种进行实地考察。在斯图尔特·麦克弗森2009年5月出版的专著《旧大陆的猪笼草》中，该类群被确定为小瓮猪笼草与盾叶猪笼草的自然杂交种。
2010年2月13日至14日，托马斯·格罗内迈尔与安德烈亚斯·维斯图巴回到了采集地。他们对大量汉密吉伊坦山猪笼草的幼苗和成熟的攀援状植株进行观察，但并没有发现具下位笼的植株。这次汉密吉伊坦山实地考察的对象还包括小瓮猪笼草、棉兰老岛猪笼草（N. mindanaoensis）和盾叶猪笼草。
2010年7月，托马斯·格罗内迈尔、安德烈亚斯·维斯图巴、沃尔克·海因里希、斯图尔特·麦克弗森、弗朗索瓦·梅伊（Francois Mey）和维克托·B·阿莫罗索共同撰写的关于汉密吉伊坦山猪笼草的正式描述，其发表于斯图尔特·麦克弗森的专著《食虫植物及其原生地》（Carnivorous Plants and their Habitats）的第二册中。编号为“V.Amoroso & R.Aspiras CMUH00006494”的标本被指定为模式标本。

## 形态特征
汉密吉伊坦山猪笼草为藤本植物，可攀爬至4米的高处。茎为圆柱形，成年植株茎的直径为8至10毫米。节间距4至7厘米。
汉密吉伊坦山猪笼草攀援茎的叶片具柄。叶片为椭圆形至长圆形，可长达25厘米，宽至9厘米。叶尖为钝尖，叶基渐狭成细管状的叶柄，其可长达9厘米。中脉的两侧各有3条纵脉。羽状脉丰富，斜向延伸至叶片边缘。笼蔓大致与叶片等长；上位笼的笼蔓常具笼蔓圈。
尚未在野外发现成年的下位笼，仅记录到莲座状植株的捕虫笼。因此，还没有关于其下位笼的正式描述。
汉密吉伊坦山猪笼草上位笼的下半部为漏斗形，上半部为圆柱形至略呈漏斗形。两部分间具明显的笼肩。其可高达20厘米，宽至9厘米。腹面的笼翼缩小为一对隆起。笼口倾斜，基部向上拉伸，形成一个短唇颈。唇通常为圆柱形，偶尔略微平展。其可宽达1厘米，唇肋间距约0.3毫米，内缘具短唇齿，最长仅为1毫米。笼盖为心形，宽达5厘米。笼盖下表面均匀的分布蜜腺，基部存在一个突出的附属物。笼盖基部的后方具一根分叉的笼蔓尾，其可长达4毫米。上位笼通常通体奶白色，但也可能为黄底红斑。唇可为奶白色、带红色条纹或深红色。
汉密吉伊坦山猪笼草的花序为总状花序。雄性花序长约70厘米，宽约3.5厘米，每个花梗带两朵花，部分花梗无苞片。该关于花序的观测数据来源于2008年7月23日对模式产地植株的实地测量。
汉密吉伊坦山猪笼草通体披被浅棕色至白色的粗短毛被，叶缘尤为明显。

## 生态关系
汉密吉伊坦山猪笼草是菲律宾棉兰老岛东达沃省圣伊西德罗的汉密吉伊坦山顶峰上特有的热带食虫植物。其生长于海拔1200米至1600米处，特别集中于海拔1400米处。
汉密吉伊坦山猪笼草主要陆生于原生的山地森林及其边缘。尚未在汉密吉伊坦山顶峰山脊以下的高原矮小植被地区，即所谓的矮小森林发现汉密吉伊坦山猪笼草。其通常生长于部分遮荫，且降雨量极高的位置。汉密吉伊坦山为超基性岩山，但由于森林地表具有大量的腐殖质，所以汉密吉伊坦山猪笼草并不一定要生长在超基性土壤中。在汉密吉伊坦山猪笼草的模式产地，肉眼观察每50平方米约有2至3棵。但仅发现了幼苗和成熟的攀援状植株，未发现具有下位笼的植株。
汉密吉伊坦山猪笼草与棉兰老岛猪笼草同域分布，与小瓮猪笼草和盾叶猪笼草生长于同一海拔区域；后两者常见于光照更充足的开阔地。尚未发现关于汉密吉伊坦山猪笼草的自然杂交种，这可能是由于汉密吉伊坦山猪笼草的花期与其他生长在汉密吉伊坦山的猪笼草不同。
汉密吉伊坦山猪笼草正式描述的作者们根据世界自然保护联盟的标准评估了汉密吉伊坦山猪笼草的保护状况，将其列为易危。他们指出，汉密吉伊坦山猪笼草的分布比小瓮猪笼草和盾叶猪笼草更局限，仅存在于汉密吉伊坦山上的几个地点，且集中了大部分的种群。汉密吉伊坦山是汉密吉伊坦山山脉野生动植物保护国家公园（Mount Hamiguitan Range Wildlife Sanctuary National Park）的一部分，其只允许来访者在向导的带领下攀登汉密吉伊坦山。如果东达沃省政府申请将汉密吉伊坦山列入联合国教科文组织世界遗产获得成功，那么汉密吉伊坦山猪笼草的野生种群在未来将会得到更进一步的保护。

## 杂交起源
汉密吉伊坦山猪笼草最初被假定为小瓮猪笼草和盾叶猪笼草的自然杂交种，这两个物种也都存在于汉密吉伊坦山的高地山坡上。汉密吉伊坦山猪笼草与其假定亲本具有许多相似的形态特征，例如其捕虫笼形状类似于小瓮猪笼草，而毛被类似于盾叶猪笼草。但它独特的浅色上位笼是这两个物种都不具备的（盾叶猪笼草的上位笼未知）。此外，汉密吉伊坦山猪笼草也处于不同的生态位；它通常生长于山地森林或森林边缘部分遮荫的地区，而小瓮猪笼草和盾叶猪笼草通常生长于更开阔的地区。
野外的汉密吉伊坦山猪笼草稳定且相对同质，且未观察到过渡型。因在模式产地发现了大量幼苗，所以该物种被认为是能自保持且独立于假定亲本的物种。考虑到这些因素，正式描述的作者们写道：“我们认为这不可能是一个近期的杂交种，汉密吉伊坦山猪笼草并不处于特化的初级阶段。”但在食虫植物数据库中，分类学家简·斯洛尔（Jan Schlauer）将汉密吉伊坦山猪笼草列为小瓮猪笼草与盾叶猪笼草的自然杂交种。
其他假定的杂交亲本包括胡瑞尔猪笼草（N. hurrelliana）、毛律山猪笼草和有柄猪笼草（N. petiolata）。

## 相关物种
正式描述的作者们将汉密吉伊坦山猪笼草与小瓮猪笼草、棉兰老岛猪笼草和盾叶猪笼草进行了比较。这些物种被认为与汉密吉伊坦山猪笼草之间存在着密切的近缘关系。它们之间的区别在于：小瓮猪笼草的各方面均较小型，植株除花序外大部分无毛被。棉兰老岛猪笼草上位笼更为细长，形状与其明显不同。同时，棉兰老岛猪笼草的叶片末端为急尖（或窄钝尖），而汉密吉伊坦山猪笼草为钝尖。汉密吉伊坦山猪笼草独特的捕虫笼和笼蔓形态也与盾叶猪笼草不同。此外，汉密吉伊坦山猪笼草很容易长出上位笼和攀援茎，而盾叶猪笼草并不具备这样的特征。
2013年，马丁·奇克与马修·杰布将汉密吉伊坦山猪笼草置于了非正式的“翼状猪笼草组”中，该组还包括翼状猪笼草（N. alata）、塞西尔猪笼草（N. ceciliae）、科普兰猪笼草（N. copelandii）、绝灭猪笼草（N. extincta）、小花猪笼草（N. graciliflora）、奇坦兰山猪笼草（N. kitanglad）、仓田猪笼草（N. kurata）、莱特岛猪笼草（N. leyte）、棉兰老岛猪笼草（N. mindanaoensis）、内格罗斯岛猪笼草（N. negros）、拉莫斯猪笼草（N. ramos）、萨兰加尼猪笼草（N. saranganiensis）及超基猪笼草（N. ultra）。这些物种之间存在着许多共同特征，比如叶柄具翼、捕虫笼笼盖下表面基部存在附属物，及上位笼基部通常较宽。马丁·奇克与马修·杰布认为奇坦兰山猪笼草与萨兰加尼猪笼草很可能与汉密吉伊坦山猪笼草之间存在密切的近缘关系，这也是翼状猪笼草组中少数茎为具棱角的（萨兰加尼猪笼草因叶柄翼而形成）。

## 自然杂交种
汉密吉伊坦山猪笼草的自然杂交种尚未被确认，但汉密吉伊坦山存在部分可能为其与小瓮猪笼草、棉兰老岛猪笼草和盾叶猪笼草的杂交植株。

## 扩展阅读
- 食虫植物照片搜寻引擎中汉密吉伊坦山猪笼草的照片 （页面存档备份，存于）

 维基共享资源上的相關多媒體資源：汉密吉伊坦山猪笼草
 維基物種上的相關：汉密吉伊坦山猪笼草